# Joseph Hoyos
El conde Joseph Hoyos (Viena, 9 de noviembre de 1839-Payerbach, 22 de mayo de 1899) fue un noble y cortesano austrohúngaro, conocido por su amistad con Rodolfo de Austria, príncipe heredero de Austria.

## Biografía
Fue hijo de Heinrich, conde Hoyos-Sprinzenstein (1804-1854) y de la condesa Felicia Zichy (1809-1880). Tuvo otros hermanos y hermanas:
- Ernst (1830-1903), casado con la condesa Maria Leontine Larisch von Moennich (1862-1886), con descendencia.
- Ladislaus (1834-1901), casado con la condesa Franziska Seraphika von Herberstein (1850-1920), con descendencia.
- Maria (1838-1926), casada con Dénes Széchényi (1828-1892), con descendencia.
- Maximilian (1841-1883), casado con la baronesa Therese von Wenckheim (1853-1941), con descendencia.
- Stanislaus (1845-1918), casado con Aloisia Sedlnitzky von Choltitz (1852-1924), con descendencia.
- Juliana (1847-1909), casada con Filippo, príncipe (Fürst) Orsini (1842-1924), con descendencia.

Fue amigo de Rodolfo de Austria, hijo varón y heredero de Francisco José I de Austria, siendo también compañero de caza de Rodolfo durante diez años.Según Judmann, Hoyos era:
un hombre de gustos sencillos, un amigo leal del príncipe heredero, y un soltero que pasaba la mayor parte de su tiempo en el castillo de Gutenstein al pie de los Alpes.

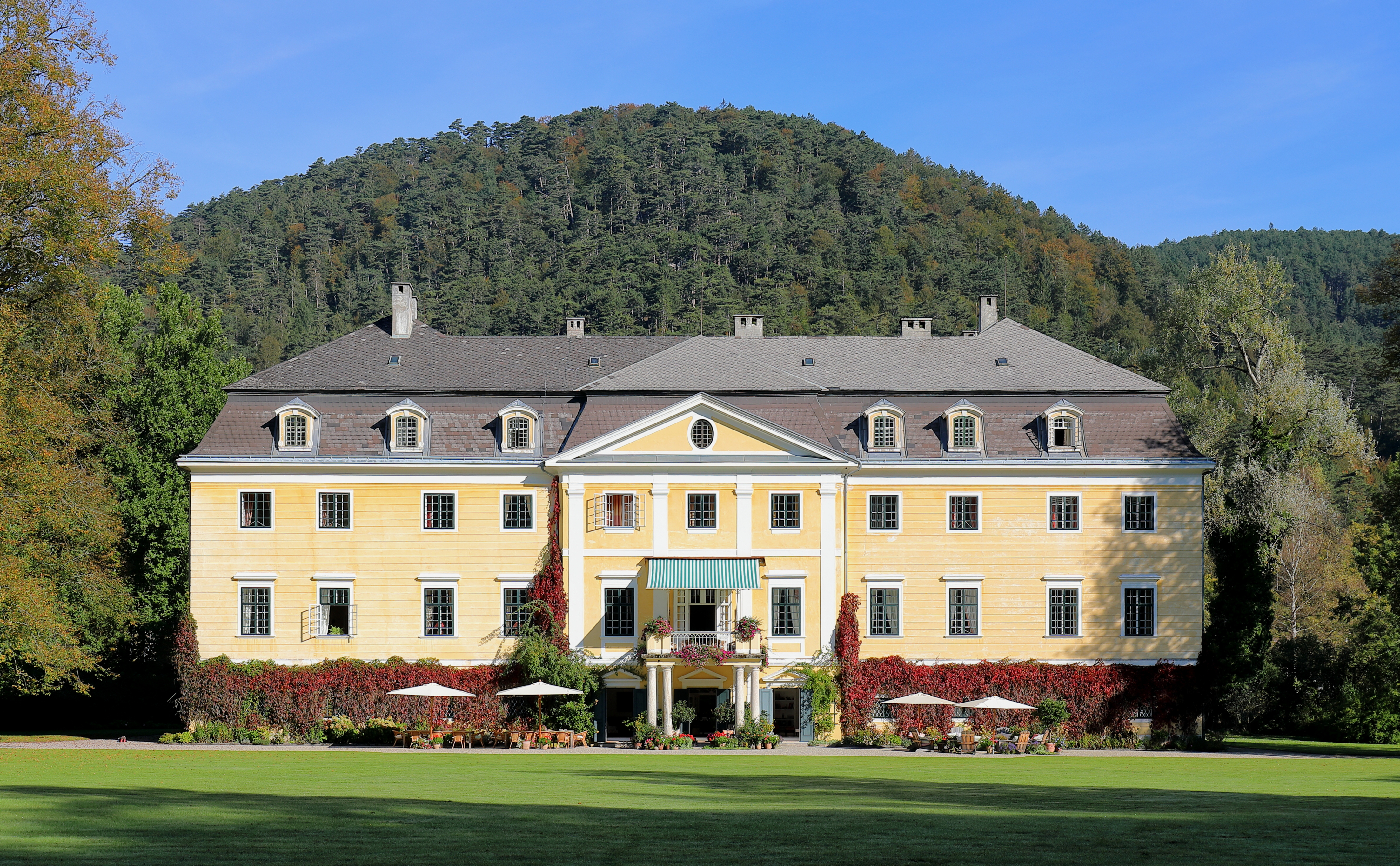
El castillo de Gutenstein, propiedad de Joseph.

Como consecuencia de esta relación estuvo presente en la Tragedia de Mayerling en la que Rodolfo perdió la vida en circunstancias no aclaradas junto con su amante Mary Vetsera. Tras descubrirse la situación en la mañana del día 30 de enero de 1889 fue el encargado de viajar a Viena para informar a la madre de Rodolfo, la emperatriz Isabel en el Hofburg de la cercana Viena, quien a su vez le comunicó a Francisco José I la noticia. En el mes de febrero que siguió a la Tragedia escribió el conocido como Memorándum Hoyos, destinado a explicar las razones por las que desconocía la presencia de Mary Vetsera en el pabellón de caza de Mayerling esa noche.
Murió diez años después del episodio de Mayerling, el 22 de mayo de 1899. Murió en Reichenau, en el hotel Edlacherhof, con la sola compañía de su sirviente Jakob.
Un camino en la montaña alpina de Großes Höllental, que conduce a Raxalpe, lleva el nombre del Joseph Hoyos.

## Títulos y órdenes

### Títulos
- Graf

### Órdenes
- Caballero de segunda clase de la Orden imperial de la Corona de Hierro. (1886)[4]

### Cargos
- Imperial y real consejero íntimo actual del emperador de Austria. (1889)[5]
- Imperial y real chambelán del emperador de Austria. (1865)[6]
- Consejero del consejo de administración de Der Anker, Gesellschaft für Lebens- und Renten-Versicherungen in Wien. (en alemán, El Ancla, compañía de seguros de vida y pensiones)

### Individuales
1. ↑  «Heinrich.0 Hoyos». roglo.eu. Consultado el 10 de marzo de 2024.
2. 1 2 3  Judmann, 1971, p. 34.
3. ↑  Judmann, 1971, p. 377.
4. ↑  «Hof- und Staats-Handbuch der Österreichisch-Ungarischen Monarchie für das jahr 1918». Hof- und Staats-Handbuch der Österreichisch-Ungarischen Monarchie (en alemán) (Viena): 78.
5. ↑  «Hof- und Staats-Handbuch der Österreichisch-Ungarischen Monarchie für das jahr 1918». Hof- und Staats-Handbuch der Österreichisch-Ungarischen Monarchie (en alemán) (Viena): 207.
6. ↑  «Hof- und Staats-Handbuch der Österreichisch-Ungarischen Monarchie für das jahr 1918». Hof- und Staats-Handbuch der Österreichisch-Ungarischen Monarchie (en alemán) (Viena): 211.